# 히가시즈시역
히가시즈시역(일본어: 東逗子駅, ひがしずしえき)은 일본 가나가와현 즈시시에 있는, 동일본 여객철도의 철도역이다. 요코스카 선이 지나간다.

## 역 구조
상대식 2면 2선 구조의 지상역이다. 양쪽 승강장은 구름다리로 이어져 있다. 역 업무는 동일본 환경 액세스가 대신 하고 있으며, 자동 개찰기에서 스이카 및 제휴 교통카드의 사용이 가능하다.

### 승강장
| 1 | ■ 요코스카 선 | 가마쿠라 · 요코하마 · 시나가와 · 도쿄 · 지바 · 나리타 공항 방면 (소부 쾌속선) |
| 2 | ■ 요코스카 선 | 요코스카 · 구리하마 방면                                                      |

## 역세권 정보
- 주일 미군 이케코 주택지구 및 해군 보조 시설 - 매년 5월 중 며칠 동안만 민간인에게 개방한다.
- 다카토리 산

## 역사
- 1952년 4월 1일 - 일본국유철도 요코스카 선의 즈시역과 다우라역 사이에 새로이 개업하였다.
- 1987년 4월 1일 - 민영화에 따라 동일본 여객철도의 소속이 되었다.
- 2001년 11월 18일 - 스이카의 사용이 가능해졌다.
- 2001년 12월 1일 - 쇼난 신주쿠 라인 열차들이 직결 운행하기 시작했다.

## 인접역
| 동일본 여객철도 요코스카 선 | 동일본 여객철도 요코스카 선 | 동일본 여객철도 요코스카 선 |
| --------------------------- | --------------------------- | --------------------------- |
| JO 06 즈시 도쿄 · 지바 방면 | ■ 보통                      | JO 04 다우라 구리하마 방면  |